# Notitia Dignitatum
Notitia Dignitatum er et unikt dokument fra det senromerske kejserlige kancelli og er et af meget få dokumenter fra den romerske statsadministration, der har overlevet frem til i dag. Dokumentet indeholder en liste over de højere embeder i den civile og militære administration og hvilke provinser og enheder, som var underlagt disse og er derved en detaljeret beskrivelse af den administrative organisering af imperiet fra kejserens hof ned til provinsniveau. Dokumentet er meget usædvanligt og har stor historisk værdi da det er næsten helt opdateret mht. til situationen i det Vestromerske rige for 420’erne og i det Østromerske rige for tiden omkring 400. Det er derfor med stor sandsynlighed fremstillet i den vestlige rigshalvdel kort efter 420’erne. Dokumentet indeholder dog også en række unøjagtigheder og udeladelser. For hver af de to rigshalvdele opregner Notitia alle vigtige embeder og administrative poster og ofte nævnes lokaliteten og titlerne på de underordnede medarbejdere.
I dag findes der flere kopier af dokumentet der er fremstillet i 15. og 16. århundrede. Alle disse udgaver er kopieret enten direkte eller indirekte fra et codex, som vi ved har været opbevaret ved katedralen i Speyer, men hvis skæbne i dag er ukendt. Dette codex indeholdt en samling af forskellige dokumenter, hvoraf Notitia var det sidste og største på i alt 164 sider. De øvrige dokumenters identitet i dette codex er usikker. Flere af de kendte kopier er illuminerede og illuminationerne er sandsynligvis kopier af tilsvarende billeder i Speyer-codexet.

## External links
- Latinsk udgave: Notitia Dignitatum illumineret fra bibliotheca Augustana
- Oversættelser til engelsk: Cnd website, Medieval Sourcebook af William Fairley
- Kort baseret på Notitia: Romerriget omkring 400